# Матковський Олег Богданович
Олег Богданович Матковський (нар. 15 лютого 1957, с. Торки, Радехівський район, Львівська область) — український політик. Колишній Народний депутат України. Член Головного проводу КУН (з 1997).

## Освіта
Львівське музично-педагогічне училище (1975). Львівський державний університет імені Івана Франка, юридичний факультет (1978-1983), правознавець.

## Кар'єра
- 1975-1976 — учителював.
- 1976-1978 — служба в армії.
- 1978-1983 — студент Львівського державного університету імені Івана Франка.
- 1983-1994 — адвокат Здолбунівської асоціації адвокатів.
- 1989-1997 — член НРУ, голова Рівненської регіональної організації КУН (до 1999).
- Липень 1998 — листопад 2001 — член Комісії з доопрацювання та узгодження проектів Кримінального, Кримінально-процесуального та Кримінально-виконавчого кодексів України.

## Парламентська діяльність
Народний депутат України 2-го скликання з 11 травня 1994 до 12 травня 1998 від Здолбунівського виборчого округу № 339 Рівненської області, висунутий виборцями. Член Комітету з питань законності і правопорядку.

## Сім'я
Українець. Одружений. Має шестеро дітей.

## Нагороди
- Заслужений юрист України (жовтень 1997)[2].